# (7603) Salopia
(7603) Salopia  es un asteroide perteneciente al cinturón de asteroides, descubierto el 25 de julio de 1995 por Stephen P. Laurie desde el Church Stretton Observatory, en el Reino Unido.

## Designación y nombre
Salopia se designó inicialmente como 1995 OA2.
Más adelante fue nombrado en honor al condado de Shropshire (Gran Bretaña), cuyo topónimo de origen romano es Salopia.

## Características orbitales
Salopia orbita a una distancia media del Sol de 2,9821 ua, pudiendo acercarse hasta 2,8148 ua y alejarse hasta 3,1493 ua. Tiene una excentricidad de 0,0560 y una inclinación orbital de 9,6010° grados. Emplea en completar una órbita alrededor del Sol 1880 días.

## Características físicas
Su magnitud absoluta es 13,0. Tiene 8,350 km de diámetro. Su albedo se estima en 0,146. El valor de su periodo de rotación es de 1,2 h.